# Wanda sans masque et sans fourrure
Wanda sans masque et sans fourrure (en allemand « Wanda » ohne Maske und Pelz) est une biographie publiée originellement en 1906 par Carl-Felix de Schlichtegroll de Wanda von Sacher-Masoch en réponse à son autobiographie Confession de ma vie. Dans ce livre Carl-Felix de Schlichtegroll se veut avocat et ardent défenseur de Leopold von Sacher-Masoch qu'il juge injustement attaqué par Wanda von Sacher-Masoch.
Dans l'édition française de 1968, ce livre est suivi de la traduction du dernier ouvrage connu de Wanda, Nouvelles confessions (Masochismus und Masochisten. Nachtrag zur Lebensbeichte, 1908).

## Préface
Dans sa préface, Georges-Paul Villa annonce la couleur. Il présente Wanda pour son livre, un document autobiographique intitulé Confession de ma vie (paru en 1907 à Paris) qu'il juge polémique, prétendant que Wanda n'a pas ménagé son époux Leopold von Sacher-Masoch.

## Polémiques
Carl-Felix de Schlichtegroll prétend avoir eu accès aux papiers personnels de Sacher-Masoch, notamment aux journaux intimes et à la correspondance, et il en cite de nombreux extraits.
Et surtout des scènes qui ponctuent la fin de vie d'un couple, Wanda acariâtre comme une femme peut l'être quand la relation est terminée. Qu'en est il de cette phrase de Wanda dans Confession de ma vie quand elle redevient Aurora Rümelin :

« Libre ! Délivrée du tourment de dix années !... M'appartenir de nouveau à moi ne jamais plus mettre une fourrure, ne jamais plus tenir un fouet et ne jamais plus entendre dire le mot Grec !... Comme une lourde armure portée durant de longues années, qui m'avait comprimée gênée dans les mouvements naturels de mon corps et menacée de me mutiler. »

Schlichtegroll fait état de la scène d'un couple lassé de leur vie commune, où Masoch menace Wanda de la quitter en lui laissant une maigre pension. Sacher-Masoch prétend, toujours selon Carl-Felix de Schlichtegroll, que les scènes de ménage, l'empêche de travailler et de nourrir correctement sa famille.
Or de ces scènes, Carl-Felix de Schlichtegroll l'auteur de la biographie nous précise : « Wanda reconnut qu'elle était allée trop loin, qu'elle devait se faire pardonner et, au moins, feindre la réconciliation.(...), elle décida de mettre tous ses charmes en jeu (...) se coucha revêtue d'hermine sur le divan etc ».
Quant à  Wanda, dans son autobiographie, sa version est que lorsqu'épuisée par la vie familiale, elle refusait de se revêtir de lourdes fourrures, s'armer d'un fouet, un knout pour corriger son mari, alors, il refusait de travailler et menaçait de ne plus faire rentrer l'argent nécessaire à l'équilibre financier de la maison, contrainte et forcée pas la menace, elle reprenait le fouet et s'ensauvageait de fourrures.

« À mesure que son masochisme devenait plus envahissant, il exhibait Wanda, sa Vénus en fourrures, son Amazone, dans des costumes de plus en plus impossibles. Bientôt elle dut le cravacher pour empêcher la bonne de le faire, puis, pour que ses romans ne deviennent pas la proie de son imagination monotone. Comme il était fétichiste de la fourrure, elle devait, même en été, revêtir une pelisse avant de le maltraiter.  Si elle refusait de jouer à la despote tyrannique et voluptueuse, cruelle et libertine, il se vengeait en cessant d’écrire pendant des mois et alors, pour les enfants qu’elle adorait, c’était la misère, la faim, pour elle des soucis insupportables. »

Par la suite les révélations des Carl-Felix de Schlichtegroll, sont assassines envers Wanda. L'enfant du couple âgé de dix ans, Alexandre est mourant. Il a le typhus Wanda est en voyage avec son amant Armand.  Le moins que l'on puisse dire, toujours selon le biographe, c'est que Wanda ne se précipite pas pour venir au chevet de son enfant. Elle arrive enfin, fait des caprice pour avoir la viande qu'elle a l'habitude de consommer en France, menace de repartir si elle ne l'a pas. Elle joue aux cartes avec l'enfant, elle lui a apporté des cadeaux : un livre et des chocolats.  Puis elle repart, Alexandre est toujours vivant. Enfin quelques jours après le 6 mars 1884 exactement l'enfant s'éteint. Sacher-Masoch est anéanti. Les huissiers arrivent le 7 mars pour des dettes contractées au nom de Sacher-Masoch par Wanda et son amant le 7 mars 1884.
À propos de ce dernier passage, il est de la plume de Carl-Felix de Schlichtegroll et ne fait pas référence au journal de Leopold.
Quelque temps après, Sacher-Masoch écrit Le Fou de Firleiouwka.

## Contrats
- Le contrat entre Sacher Masoch et Wanda[5]

- Le contrat entre Mme Fanny de Pistor et Léopold de Sacher Masoch[6]

- Récit d'un contrat de Sacher-Masoch, ce qu'il y a d'intéressant dans ce texte, c'est la façon dont la victime dresse sa bourrelle. Il lui dicte ce qu'elle doit faire. Et à la fin, il exige qu'elle porte des fourrures pour le châtier[7].